# Wereldkampioenschappen turnen 1903
De 1st Wereldkampioenschappen turnen werden gehouden in Antwerpen, België, in 1903.

## Deelnemers
- België
- Frankrijk
- Luxemburg
- Nederland

## Resultaten

### Mannen

#### Individueel all-around
| Rang | Atleet                  | Score   |
| ---- | ----------------------- | ------- |
| 1.   | Joseph Martinez (FRA)   | 122.000 |
| 2.   | Georges Wiernicks (BEL) | 121.500 |
| 2..  | Joseph Lux (FRA)        | 121.500 |

#### Team all-around
| Rang | Team | Score   |
| ---- | --- | ------- |
| 1.   | Frankrijk Allégre, Joseph Bollet, Georges Charmoille, Daube, Georges Dejaeghere, J. Lecontre, Joseph Lux, Joseph Martinez, Pierre Payssé               | 990.000 |
| 2.   | België Jan Calson, Eugene Dua, Charles Lannie, Paul Mangin, Auguste van Ackere, Albert van de Roye, Charles van Hulle                                  | 981.000 |
| 3.   | Luxemburg Andre Bordang, Antoine Bordang, Paul Fournelle, Francois Hentges, Albert Kayser, Theodore Kimmes, Nicolas Kummer, Jean Lacaff, Martin Müller | 909.000 |

#### Rekstok
| Rang | Atleet                  | Score  |
| ---- | ----------------------- | ------ |
| 1.   | Joseph Martinez (FRA)   | 20.500 |
| 2.   | Charles van Hulle (BEL) | 20.000 |
| 2.   | Jules Lecoutre (FRA)    | 20.000 |
| 2.   | Pierre Payssé (FRA)     | 20.000 |

#### Brug met gelijke leggers
| Rang | Atleet                 | Score  |
| ---- | ---------------------- | ------ |
| 1.   | Joseph Martinez (FRA)  | 20.000 |
| 1.   | François Hentges (LUX) | 20.000 |
| 3.   | Eugène Dua (BEL)       | 19.500 |
| 3.   | André Bordang (LUX)    | 19.500 |

#### Paard met bogen
| Rang | Atleet                   | Score  |
| ---- | ------------------------ | ------ |
| 1.   | Georges Dejaeghere (FRA) | 18.000 |
| 1.   | Joseph Lux (FRA)         | 18.000 |
| 1.   | Henricus Thijsen (NED)   | 18.000 |

#### Ringen
| Rang | Atleet                   | Score  |
| ---- | ------------------------ | ------ |
| 1.   | Joseph Martinez (FRA)    | 20.000 |
| 2.   | François Walravens (BEL) | 19.000 |
| 2.   | Joseph Lux (FRA)         | 19.000 |

## Medailletabel
| Plaats | Land      | Goud | Zilver | Brons | Totaal |
| 1      | Frankrijk | 7    | 4      | 0     | 11     |
| 2      | Luxemburg | 1    | 0      | 2     | 3      |
| 3      | Nederland | 1    | 0      | 0     | 1      |
| 4      | België    | 0    | 4      | 1     | 5      |
| Totaal | Totaal    | 9    | 8      | 3     | 20     |

1903 ·
1905 ·
1907 ·
1909 ·
1911 ·
1913 ·
1922 ·
1926 ·
1930 ·
1934 ·
1938 ·
1950 ·
1954 ·
1958 ·
1962 ·
1966 ·
1970 ·
1974 ·
1978 ·
1979 ·
1981 ·
1983 ·
1985 ·
1987 ·
1989 ·
1991 ·
1992 ·
1993 ·
1994 (individueel) ·
1994 (team) ·
1995 ·
1996 ·
1997 ·
1999 ·
2001 ·
2002 ·
2003 ·
2005 ·
2006 ·
2007 ·
2009 ·
2010 ·
2011 ·
2013 ·
2014 ·
2015 ·
2017 ·
2018 ·
2019 ·
2021 ·
2022 ·
2023